# Хлебна
Хлебна (пол. Chlebna) — село в Польщі, у гміні Єдліче Кросненського повіту Підкарпатського воєводства.
Населення — 736 осіб (2011).
У 1975-1998 роках село належало до Кросненського воєводства.

## Демографія
Демографічна структура станом на 31 березня 2011 року:
|          | Загалом | Допрацездатний вік | Працездатний вік | Постпрацездатний вік |
| -------- | ------- | ------------------ | ---------------- | -------------------- |
| Чоловіки | 370     | 86                 | 250              | 34                   |
| Жінки    | 366     | 78                 | 215              | 73                   |
| Разом    | 736     | 164                | 465              | 107                  |